# Émile Blavet
Émile Blavet (* 14. Februar 1828 in Cournonterral; † 1924) war ein französischer Journalist und Librettist.
Blavet wurde 1876 Chefredakteur der Zeitschrift Gaulois. 1884 wechselte er zum Figaro, für den er die unter dem Pseudonym Parisis Chroniken über das Pariser Leben schrieb, die 1886 unter dem Titel La vie Parisienne als Buch herausgegeben wurden. Außerdem verfasste Blavet Theaterkritiken als Un Monsieur de l'Orchestre und nahm die Funktion des Generalsekretärs der Pariser Oper wahr.
Nach einer Madagaskarreise 1896 veröffentlichte Blavet 1897 den Reisebericht Au pays malgache. Außerdem verfasste er eine Anzahl von Libretti für Opern und Operetten, darunter Le Bravo nach James Fenimore Cooper für Gaston Salvayre, der ihm seinerseits die Sérénade printanière (nach Paul Collin) widmete ("A mon ami Emile Blavet"), außerdem mehrere Romane und Komödien.
Zola urteilte über den Journalisten Blavet: "Sie sind einer der wenigen Chronisten in dessen Hände man sich in aller Sicherheit begeben kann, denn Sie sind nicht nur ein Auge das sieht und ein Ohr das hört, Sie sind noch ein Geist, der schätzt und der beurteilt."